# Wéber György (építész)
Wéber György (Budapest, 1937 –) építészmérnök.

## Szakmai tevékenysége
Munkáját a neves tervező vállalatok égisze alatt kezdte (URÁNTERV, KÖZTI, IPARTERV), ezt követően a kivitelezői vállalatok ágazati irányítása területén tevékenykedett. Számos közösségi és ipari létesítmény tervezője és kivitelezője, továbbá több szakmai pályázaton kiváló eredménnyel szerepelt. Publikációi és publikált építésügyi szakértései széles körűek. Jelenleg több társasház építésszervezési teendőit látja el és kontrollálja azok építési munkálatait mind műszakilag, mind pedig finanszírozás szempontjából.